# Prix Iris du meilleur scénario
Le prix Iris du meilleur scénario est une récompense cinématographique québécoise décerné à chaque année depuis 1999 par le Gala Québec Cinéma. Ce prix récompense les auteurs d'un scénario directement écrit pour l'écran et inspiré d'œuvres publiées préalablement (livres, pièces de théâtre) ou d'autres scénarios (séries télévisées, films).

## Palmarès
Source : Québec Cinéma

### Distribué sous le nom de prix Jutra du meilleur scénario
- 1999 : Le Violon rouge (The Red Violin) – François Girard et Don McKellar
  - 2 secondes – Manon Briand
  - Un 32 août sur terre – Denis Villeneuve
  - Nô – Robert Lepage et André Morency

#### Années 2000
- 2000 : Post Mortem – Louis Bélanger
  - Emporte-moi – Léa Pool
  - Matroni et moi – Jean-Philippe Duval et Alexis Martin
  - Histoires d'hiver – François Bouvier et Marc Robitaille

- 2001 : Maelström – Denis Villeneuve
  - La Vie après l'amour – Ken Scott
  - Hochelaga – Michel Jetté
  - La Moitié gauche du frigo – Philippe Falardeau

- 2002 : Un crabe dans la tête – André Turpin
  - 15 février 1839 – Pierre Falardeau
  - L'Ange de goudron – Denis Chouinard
  - Mariages – Catherine Martin

- 2003 : Québec-Montréal – Ricardo Trogi, Jean-Philippe Pearson et Patrice Robitaille
  - Le Nèg' – Robert Morin
  - La Turbulence des fluides – Manon Briand
  - Le Marais – Kim Nguyen

- 2004 : Les Invasions barbares – Denys Arcand
  - Gaz Bar Blues – Louis Bélanger
  - La Grande Séduction – Ken Scott
  - 20h17 rue Darling – Bernard Émond

- 2005 : Les Aimants – Yves Pelletier
  - Mémoires affectives – Marcel Beaulieu et Francis Leclerc
  - Dans une galaxie près de chez vous – Pierre-Yves Bernard et Claude Legault
  - Elles étaient cinq – Chantal Cadieux et Ghyslaine Côté

- 2006 : C.R.A.Z.Y. – Jean-Marc Vallée
  - L'audition – Luc Picard
  - Maurice Richard – Ken Scott
  - La Neuvaine – Bernard Émond

- 2007 : Congorama – Philippe Falardeau
  - Bon Cop, Bad Cop – Érik Canuel
  - Un dimanche à Kigali – Robert Favreau
  - Kamataki – Claude Gagnon

- 2008 : Continental, un film sans fusil – Stéphane Lafleur
  - L'Âge des ténèbres – Denys Arcand
  - Les 3 P'tits Cochons – Claude Lalonde et Pierre Lamothe
  - Contre toute espérance – Bernard Émond

- 2009 : Ce qu'il faut pour vivre – Benoît Pilon et Bernard Émond
  - C'est pas moi, je le jure ! – Philippe Falardeau
  - Tout est parfait – Guillaume Vigneault et Yves Christian Fournier
  - Babine – Fred Pellerin

#### Années 2010
- 2010 : J'ai tué ma mère – Xavier Dolan
  - Les Doigts croches – Ken Scott
  - Dédé, à travers les brumes – Jean-Philippe Duval
  - La Donation – Bernard Émond
  - Je me souviens – André Forcier et Linda Pinet

- 2011 : Incendies – Denis Villeneuve et Valérie Beaugrand-Champagne
  - À l'origine d'un cri – Robin Aubert
  - Le Monde de Barney (Barney's Version) – Michael Konyves
  - Piché, entre ciel et terre – Ian Lauzon
  - 10 ½ – Claude Lalonde

- 2012 : Monsieur Lazhar – Philippe Falardeau
  - Le Vendeur – Sébastien Pilote
  - La Run – Demian Fuica, Leonardo Fuica et Martin Poirier
  - Starbuck – Ken Scott et Martin Petit
  - Coteau rouge – André Forcier, Linda Pinet et Georgette Duchaîne

- 2013 : Rebelle – Kim Nguyen
  - Laurence Anyways – Xavier Dolan
  - Camion – Rafaël Ouellet
  - Roméo Onze – Ivan Grbovic et Sara Mishara
  - Karakara – Claude Gagnon

- 2014 : Gabrielle – Louise Archambault
  - Catimini – Nathalie Saint-Pierre
  - Les manèges humains (en) – Martin Laroche
  - Diego Star – Frédérick Pelletier
  - Vic+Flo ont vu un ours – Denis Côté

- 2015 : Mommy – Xavier Dolan
  - Tom à la ferme – Xavier Dolan et Michel Marc Bouchard
  - Tu dors Nicole – Stéphane Lafleur
  - 3 histoires d'Indiens – Robert Morin
  - 1987 – Ricardo Trogi

### Distribué sous le nom de Trophée du meilleur scénario
- 2016 : Félix et Meira – Alexandre Laferrière et Maxime Giroux
  - Corbo – Mathieu Denis
  - La Passion d'Augustine – Léa Pool et Marie Vien
  - Gurov et Anna – Celeste Parr
  - Les Êtres chers – Anne Émond

### Distribué sous le nom de prix Iris du meilleur scénario
- 2017 : Les Mauvaises Herbes – Louis Bélanger et Alexis Martin
  - Un ours et deux amants – Kim Nguyen
  - Avant les rues – Chloé Leriche
  - Montréal la blanche – Bachir Bensaddek
  - Embrasse-moi comme tu m'aimes – André Forcier et Linda Pinet

- 2018 : Les Affamés – Robin Aubert
  - Chien de garde – Sophie Dupuis
  - Le Problème d'infiltration – Robert Morin
  - Les Rois mongols – Luc Picard
  - Boost – Darren Curtis

- 2019 : À tous ceux qui ne me lisent pas – Guillaume Corbeil et Yan Giroux
  - 1991 – Ricardo Trogi
  - Une colonie – Geneviève Dulude-De Celles
  - Avant qu'on explose – Éric K. Boulianne
  - Origami – André Gulluni et Claude Lalonde

#### Années 2020
- 2020 : Antigone – Sophie Deraspe
  - Kuessipan – Naomi Fontaine et Myriam Verreault
  - Il pleuvait des oiseaux – Louise Archambault
  - Sympathie pour le diable – Jean Barbe, Guillaume de Fontenay et Guillaume Vigneault
  - Jeune Juliette – Anne Émond

- 2021 : Souterrain – Sophie Dupuis
  - La Déesse des mouches à feu – Catherine Léger
  - Mon année Salinger – Philippe Falardeau
  - Le Club Vinland – Normand Bergeron, Benoît Pilon et Marc Robitaille
  - Suspect numéro un – Daniel Roby

- 2022 : Les Oiseaux ivres – Ivan Grbovic (en) et Sara Mishara
  - L'Arracheuse de temps – Fred Pellerin
  - Sin La Habana (en) – Kaveh Nabatian (en)
  - Une révision – Louis Godbout et Normand Corbeil
  - Beans – Tracey Deer et Meredith Vuchnich (en)

- 2023 : Viking – Stéphane Lafleur et Éric K. Boulianne (en)
  - Babysitter – Catherine Léger
  - Le Plongeur – Éric K. Boulianne et Francis Leclerc
  - Les Chambres rouges – Pascal Plante
  - Arsenault et Fils – Rafaël Ouellet